# Ajudabrug
De Ajudabrug (Portugees: Ponte Ajuda, voluit: Ponte de Nossa Senhora da Ajuda, Spaans: Puente Ayuda, voluit: Puente de Nuestra Señora de Ayuda) is een internationale (betwiste) brug tussen het Portugese Elvas en het betwist Spaanse Olivenza (Portugees: Olivença)  over de rivier de Guadiana. De brug werd gebouwd tussen 1520 en 1521 onder de regering van koning Emanuel I van Portugal en deels vernietigd in 1709 tijdens de Spaanse Successieoorlog.